# .bn
Pour les articles homonymes, voir BN.
.bn est le domaine de premier niveau national (country code top level domain : ccTLD) réservé au Brunei.